# Al Ahly SC
Al Ahly Sports Club (arabisch الأهلى al-Ahlī, oft auch al Ahli, oder Al Ahly Kairo) ist ein Mehrspartensportverein aus Kairo, der vor allem für seine Fußballabteilung bekannt ist, die sowohl Rekordmeister der nationalen Liga als auch der afrikanischen Champions League. Die Handballsparte ist ebenfalls ägyptischer Rekordmeister.

## Abteilung Fußball

### Geschichte
Der Klub wurde am 24. April 1907 gegründet und ist der erfolgreichste Verein in Ägypten. Bisher erreichte er 44 ägyptische Meistertitel und 39 Pokalsiege. Al Ahly ist auch einer der stärksten Klubs in Afrika und wurde 2000 von der CAF zum „Klub des Jahrhunderts“ gewählt.
1982, 1987, 2001, 2005, 2006, 2008, 2012, 2013, 2020, 2021, 2023 und 2024 gewann al Ahly die CAF Champions League und ist damit Rekordtitelgewinner dieses Wettbewerbs. Da die Mannschaft auch 2007 das Finale erreichte, aber Étoile Sportive du Sahel unterlag, gelangen ihr vier Finalteilnahmen in Folge, was zuvor nur Tout Puissant Mazembe (1967–1970) vorweisen konnte. Zwischen 2020 und 2024 erreichte der Klub fünf Finals in Folge. 1988 gelang zudem der Sieg beim interkontinentalen Afroasiatischen Pokal.
Bei der FIFA-Klub-Weltmeisterschaft 2005 in Japan belegte der Klub als Vertreter der CAF den letzten Platz. Mit seiner Titelverteidigung in der CAF-Champions-League war die Mannschaft für die FIFA-Klub-Weltmeisterschaft 2006 qualifiziert, wo sie den dritten Platz erreichte. 2008 nahm der Verein zum dritten Mal an der FIFA-Klub-Weltmeisterschaft teil. Hier schieden sie im Viertelfinale aus.
Die Derbys mit dem Lokalrivalen al Zamalek SC sind sehr emotionsgeladen. Für die Leitung der Spiele müssen regelmäßig ausländische Schiedsrichter ins Land geholt werden. Den größten Erfolg im Derby feierte al Ahly mit einem 6:1-Sieg in einem Ligaspiel der Saison 2002. Die größte Niederlage war ein 0:6 im Pokalfinale 1943.
Am 1. Februar 2012 kam es bei einem Auswärtsspiel in Port Said gegen Al-Masry zu schweren Fan-Ausschreitungen, bei denen 74 Menschen getötet und mehr als 1000 verletzt wurden. Die Fangruppe Ultras al-Ahlawy hatte sich zuvor an der Revolution in Ägypten 2011 beteiligt. Die Fanausschreitungen fanden kurz nach dem Jahrestag des Aufstands statt. Die Mannschaft al Ahlys stellte anschließend vorübergehend den Spielbetrieb ein.
Seit September 2022 wurde der Club vom Schweizer Marcel Koller trainiert. Er wurde Ende April 2025 entlassen. Im Mai 2025 übernahm José Riveiro die Rolle des Trainers.

### Erfolge
National:
- Ägyptischer Meister (45): 1948/49, 1949/50, 1950/51, 1952/53, 1953/54, 1955/56, 1956/57, 1957/58, 1958/59, 1960/61, 1961/62, 1974/75, 1975/76, 1976/77, 1978/79, 1978/80, 1980/81, 1981/82, 1984/85, 1985/86, 1986/87, 1988/89, 1993/94, 1994/95, 1995/96, 1996/97, 1997/98, 1998/99, 1999/2000, 2004/05, 2005/06, 2006/07, 2007/08, 2008/09, 2009/10, 2010/11, 2013/14, 2015/16, 2016/17, 2017/18, 2018/19, 2019/20, 2022/23, 2023/24, 2024/25
- Ägyptischer Pokalsieger (38): 1924, 1925, 1927, 1928, 1930, 1931, 1937, 1940, 1942, 1943, 1945, 1946, 1947, 1949, 1950, 1951, 1953, 1956, 1958, 1961, 1966, 1978, 1981, 1983, 1984, 1985, 1989, 1991, 1992, 1993, 1996, 2001, 2003, 2006, 2007, 2017, 2020, 2023
- Ägyptischer Superpokalsieger (15): 2003, 2005, 2006, 2007, 2008, 2010, 2012, 2014, 2015, 2017, 2018, 2021, 2022, 2023, 2024

International:
- FIFA Afrika–Asien–Pazifik-Pokal (1): 2024
- Afro-Asien-Pokal (1): 1988
- CAF Champions League (12): 1982, 1987, 2001, 2005, 2006, 2008, 2012, 2013, 2020, 2021, 2023, 2024
- African Cup Winners’ Cup (4): 1984, 1985, 1986, 1993
- CAF Confederation Cup (1): 2014
- CAF Super Cup (8): 2002, 2006, 2007, 2009, 2013, 2014, Mai 2021, Dez. 2021

### Ehemalige Spieler
- Hossam Hassan (1985–1990)
- Mahmoud El-Khatib (1972–1988)(Afrikas Fußballer des Jahres 1983)
- Hany Ramzy (1987–1990)
- George Arthur (1994–1997)
- Essam El-Hadary (1996–2008)
- Mohamed Emara (1996–1998, 2002–2004)
- Ahmed Salah Hosny (1997–1998, 2003–2004)
- Gilberto (2002–2010)
- Radwan Yasser (2002–2004)
- Hossam Ghaly (2002–2003, 2010–2013, 2014–2017, 2018)
- Mohamed Abo Treka (2004–2013)
- Flávio da Silva Amado (2005–2009)
- Hendrik Helmke (2015)
- Ahmed Hegazy (2015–2017)
- Mohamed El Shenawy (2016–)
- Ali Maâloul (2016–2025)
- Anthony Modeste (2023–2024)

### Spieler

#### Aktueller Kader 2024/25
Stand: April 2025
| Nr. |                            | Position | Name                  |
| --- | -------------------------- | -------- | --------------------- |
| 1   | Agypten                    | TW       | Mohamed El Shenawy () |
| 2   | Agypten                    | AB       | Khaled Abdelfattah    |
| 3   | Agypten                    | AB       | Omar Kamal            |
| 5   | Agypten                    | AB       | Ramy Rabia            |
| 6   | Agypten                    | AB       | Yasser Ibrahim        |
| 8   | Agypten                    | MF       | Akram Tawfik          |
| 9   | Palastina Autonomiegebiete | ST       | Wessam Abou Ali       |
| 10  | Slowenien                  | ST       | Nejc Gradisar         |
| 12  | Marokko                    | ST       | Reda Slim             |
| 13  | Agypten                    | MF       | Marawan Ateya         |
| 14  | Agypten                    | MF       | Hussein El Shahat     |
| 15  | Marokko                    | ST       | Achraf Dari           |
| 16  | Agypten                    | TW       | Hamza Alaa            |
| 17  | Agypten                    | MF       | Amr El Solia          |
| 18  | Marokko                    | AB       | Yahia Attiyat Allah   |
| 19  | Agypten                    | MF       | Mohamed Magdy Afsha   |

| Nr. |          | Position | Name             |
| --- | -------- | -------- | ---------------- |
| 20  | Agypten  | MF       | Karim Nedved     |
| 21  | Tunesien | AB       | Ali Maâloul      |
| 22  | Agypten  | MF       | Emam Ashour      |
| 23  | Agypten  | MF       | Omar El Saaiy    |
| 24  | Agypten  | MF       | Ahmed Reda       |
| 27  | Agypten  | AB       | Mostafa El Aash  |
| 28  | Agypten  | AB       | Karim Fouad      |
| 29  | Agypten  | ST       | Taher Mohamed    |
| 30  | Agypten  | AB       | Mohamed Hany     |
| 31  | Agypten  | TW       | Oufa Shobeir     |
| 32  | Agypten  | ST       | Samir Mohamed    |
| 33  | Agypten  | AB       | Karim El Debes   |
| 34  | Marokko  | ST       | Achraf Bencharki |
| 36  | Agypten  | MF       | Ahmed Kouka      |
| 37  | Agypten  | TW       | Mostafa Makhlouf |
| 38  | Agypten  | ST       | Mohamed Abdallah |

#### Verliehen
| Nr. |          | Position | Name                                                         |
| --- | -------- | -------- | ------------------------------------------------------------ |
|     | Mali     | MF       | Aliou Dieng (bei Al-Kholood Club bis 30. Juni 2025)          |
|     | Agypten  | ST       | Mostafa El Badry (bei Smouha SC bis 30. Juni 2025)           |
|     | Tunesien | ST       | Cristo (bei CS Sfaxien bis 30. Juni 2025)                    |
|     | Agypten  | ST       | Mohamed Yasser (bei FK Teplice bis 30. Juni 2025)            |
|     | Agypten  | ST       | Ahmed Abdelkader (bei Qatar SC bis 30. Juni 2025)            |
|     | Agypten  | AB       | Abdelrahman Rashdan (bei Modem Sport Club bis 30. Juni 2026) |

### Trainer
- Nándor Hidegkuti (1973–1980, 1983–1985)
- Karl-Heinz Feldkamp (1988–1990)
- Reiner Hollmann (1995–1997)
- Rainer Zobel (1997–2000)
- Hans-Jürgen Dörner (2000–2001)
- Manuel José (2001–2019)
- René Weiler (2019–2020)
- Pitso Mosimane (2020–2022)
- Marcel Koller (2022–2025)
- José Riveiro (2025-)

## Abteilung Handball
Die Handballabteilung von al Ahly wurde 1959 gegründet. Die Männermannschaft nimmt seit den frühen 1960er Jahren an der ersten ägyptischen Handballliga teil. Mit 23 nationalen Meisterschaften ist sie Rekordmeister. Gespielt wird in der 2.500 Zuschauer fassenden Al Ahly Sports Hall. Trainiert wurde die Mannschaft zuletzt von Oktober 2022 bis Juni 2024 vom Spanier David Davis, der den Posten von seinem Landsmann Daniel Gordo übernahm.

### Erfolge
National:
- 25× Ägyptische Meisterschaft: 1969, 1974, 1978, 1982, 1984, 1986, 1988, 1992, 1993, 1994, 1997, 1998, 2000, 2002, 2003, 2004, 2006, 2008, 2013, 2014, 2015, 2017, 2018, 2023, 2024
- 10× Ägyptischer Pokal: 1996, 1998, 2000, 2005, 2009, 2014, 2019, 2020, 2021, 2023
- 3× Pokal des Ägyptischen Handballverbandes: 2015, 2016, 2017
- 1× Ägyptischer Supercup: 2023
- 1× Pokal des 25. Januar: 2011
- 1× Ägyptischer Exzellenz-Pokal: 2003

International:
- IHF Men’s Super Globe: 2. Platz 2007
- 6× CAHB Champions League: 1985, 1993, 1994, 2012, 2016, 2023
  - Finalist: 2013, 2014, 2018
- 4× Afrikanischer Pokal der Pokalsieger: 2013, 2017, 2018, 2021
  - Finalist: 1985, 2001, 2014, 2015, 2019
- 4× Afrikanischer Supercup: 2017, 2022, 2023, 2024
  - Finalist: 2013, 2014, 2018, 2019, 2021
- 5× Arabischer Pokal der Landesmeister: 1993, 1994, 1995, 1998, 2010
  - Finalist: 1986, 1999
- 3× Arabischer Pokal der Pokalsieger: 1996, 1997, 2011